# Prosopochrysa azurea
Prosopochrysa azurea är en tvåvingeart som först beskrevs av Lindner 1951.  Prosopochrysa azurea ingår i släktet Prosopochrysa och familjen vapenflugor. Inga underarter finns listade i Catalogue of Life.